# Ghost Stories (revista)
Ghost Stories fue una revista pulp estadounidense que publicó 64 números entre 1926 y 1932. Fue una de las primeras competidoras de Weird Tales, la primera revista especializada en el género de fantasía y ficción oculta. Era una revista complementaria de True Story y True Detective Stories, y se centró casi exclusivamente en historias sobre fantasmas, muchas de las cuales fueron escritas por escritores de plantilla, pero bajo seudónimos presentados como nombres verdaderos, a menudo acompañadas de fotografías falsas para hacer que los relatos fueran más creíbles. La revista publicó reimpresiones y contribuciones originales de autores como Robert E. Howard, Carl Jacobi o Frank Belknap Long. Entre las reimpresiones se encontraban «The Last Seance» de Agatha Christie (publicada bajo el título «The Woman Who Stole a Ghost»), varios relatos de H. G. Wells, o «The Signal-Man» (El guardavía), de Charles Dickens. La revista tuvo éxito inicialmente, pero comenzó a perder lectores y en 1930 se vendió a Harold Hersey. Hersey no pudo revertir la caída de la revista, y dejó de publicarse a principios de 1932.

## Historia editorial y contenidos

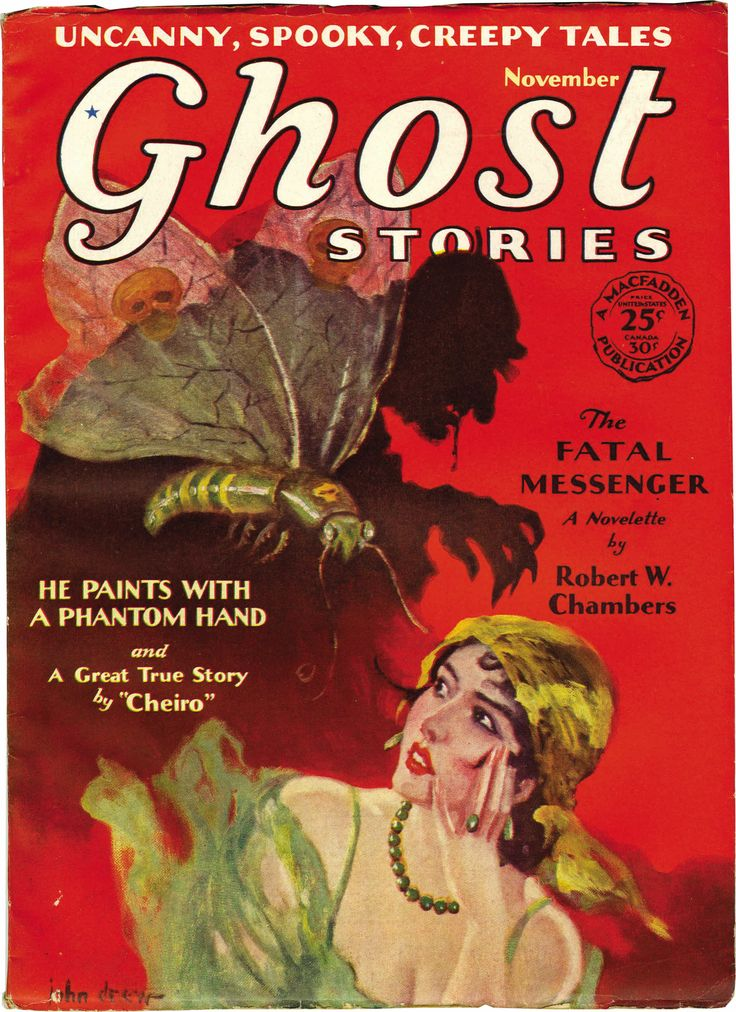
Portada del número de noviembre de 1929.

La fantasía y la ficción oculta habían aparecido a menudo en las revistas populares antes del siglo XX, pero la primera revista en especializarse en el género, Weird Tales, no apareció hasta 1923. Ghost Stories, lanzada por Bernarr Macfadden en julio de 1926, fue una de las primeras competidoras de Weird Tales. Macfadden también publicó revistas confesionales como True Story; Ghost Stories siguió este formato, y sus contenidos eran en su mayoría obra de los escritores de la editorial y atribuidos al publicarse a un narrador en primera persona. Inicialmente la revista fue impresa en papel slick, de calidad lo suficientemente buena como para permitir el uso de fotografías, y muchas de las historias iban acompañadas de fotografías que supuestamente eran de sus protagonistas. Estas fueron sustituidas por dibujos cuando la revista cambió al papel pulp en julio de 1928. La revista publicó ocasionalmente contribuciones de escritores externos, como «The Apparition in the Prize Ring», de Robert E. Howard bajo el seudónimo John Taverel. Escritores populares como Frank Belknap Long, Hugh B. Cave, Victor Rousseau, Stuart Palmer y Robert W. Sneddon vendieron relatos a la revista, aunque con la baja calidad obligada por el limitado alcance que la línea editorial de la revista. La primera historia publicada por Carl Jacobi, «The Haunted Ring», apareció en el último número.
Además de material original, la revista incluyó un número considerable de reimpresiones, incluidas conocidas historias victorianas de fantasmas como «The Signal-Man» (El guardavía), de Charles Dickens, o «The Open Door», de Margaret Oliphant. «The Last Seance», de Agatha Christie, apareció en el número de noviembre de 1926 bajo el título de «The Woman Who Stole a Ghost», y se reeditaron seis historias de H. G. Wells, como el relato de fantasmas «The Red Room» (La habitación roja), y otros relatos no tan ajustados a la línea editorial de la revista, como «Pollock and the Porroh Man». «The Captain of the Polestar», de Arthur Conan Doyle, apareció en el número de abril de 1931, quien también contribuyó con una obra de no ficción, «Houdini's Last Escape», que apareció en marzo de 1930.
Macfadden estableció un acuerdo con la editorial británica Walter Hutchinson para intercambiar material con The Sovereign Magazine y Mystery-Story Magazine, dos pulps del género en el Reino Unido propiedad de Hutchinson, con lo que muchos relatos aparecieron a ambos lados del Atlántico como resultado de este acuerdo.
La revista tuvo inicialmente bastante éxito, pero las ventas pronto comenzaron a caer. En marzo de 1930 Harold Hersey le compró la revista a Macfadden y asumió las funciones de editor, pero no pudo mejorar la fortuna de la revista. En 1931 la publicación pasó a se bimestral, y tres números más tarde la revista dejó de publicarse, probablemente porque los lectores se aburrían, ya que su limitada línea editorial significaba que el contenido de la revista se volvía predecible. El último número tenía como fecha de portada diciembre 1931/enero 1932.

## Detalles editoriales
| Números publicados | Números publicados | Números publicados | Números publicados | Números publicados | Números publicados | Números publicados | Números publicados | Números publicados | Números publicados | Números publicados | Números publicados | Números publicados |
| | Ene                | Feb                | Mar                | Abr                | May                | Jun                | Jul                | Ago                | Sep                | Oct                | Nov                | Dic                |
| --- | ------------------ | ------------------ | ------------------ | ------------------ | ------------------ | ------------------ | ------------------ | ------------------ | ------------------ | ------------------ | ------------------ | ------------------ |
| 1926 |                    |                    |                    |                    |                    |                    | 1/1                | 1/2                | 1/3                | 1/4                | 1/5                | 1/6                |
| 1927 | 2/1                | 2/2                | 2/3                | 2/4                | 2/5                | 2/6                | 3/1                | 3/2                | 3/3                | 3/4                | 3/5                | 3/6                |
| 1928 | 4/1                | 4/2                | 4/3                | 4/4                | 4/5                | 4/6                | 5/1                | 5/2                | 5/3                | 5/4                | 5/5                | 5/6                |
| 1929 | 6/1                | 6/2                | 6/3                | 6/4                | 6/5                | 6/6                | 7/1                | 7/2                | 7/3                | 7/4                | 7/5                | 7/6                |
| 1930 | 8/1                | 8/2                | 8/3                | 8/4                | 8/5                | 8/6                | 9/1                | 9/2                | 9/3                | 9/4                | 9/5                | 9/6                |
| 1931 | 10/1               | 10/2               | 10/3               | 10/4               | 10/5               | 10/6               | 11/1               | 11/2               | 11/2               | 11/3               | 11/3               | 11/4               |
| 1932 | 11/4               |                    |                    |                    |                    |                    |                    |                    |                    |                    |                    |                    |
| Números publicados de Ghost Stories, en el formato volumen/número. La secuencia de editores no se conoce con la suficiente certeza como para indicarse en la tabla. El último número (volumen 11, número 4) tenía fecha de portada diciembre 1931/enero 1932 y abarca dos columnas en la tabla. |                    |                    |                    |                    |                    |                    |                    |                    |                    |                    |                    |                    |

Ghost Stories fue publicado por Bernarr Macfadden, en la imprenta Constructive Publishing Co., de Dunellin, Nueva Jersey, hasta el número de marzo de 1930, después del cual fue adquirida por Good Story Magazine Co. de Nueva York, dirigida por Harold Hersey, quien había editado anteriormente la revista The Thrill Book. El director editorial de Constructive Publishing durante la etapa en que fue propiedad de MacFadden fue Fulton Oursler; sus asistentes, Harry A. Keller, W. Adolphe Roberts, George Bond, Daniel Wheeler y Arthur B. Howland, trabajaron (en ese orden) cerca de un año en su edición, aunque las fechas de transición entre ellos no se conocen. Cuando Hersey asumió el control, su asistente fue Stuart Palmer.

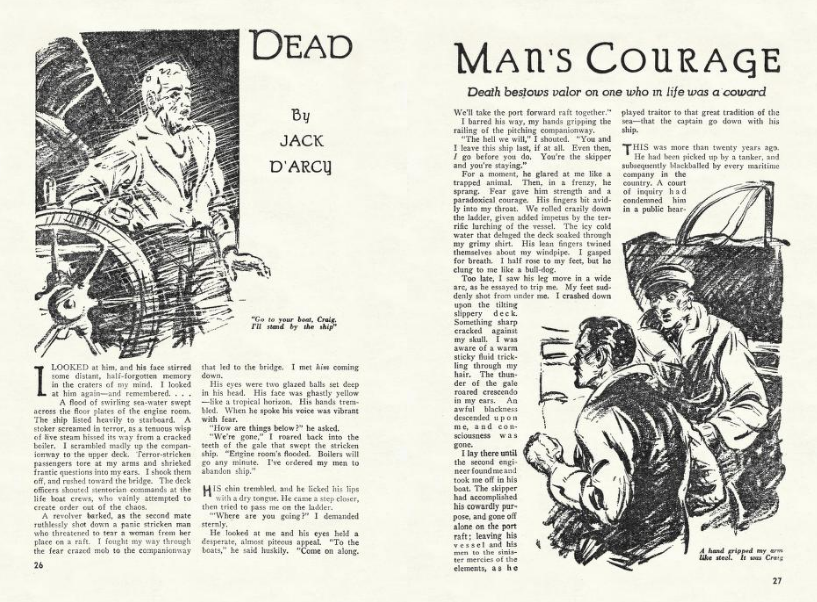
Dos páginas (26-27) de la revista (octubre de 1930, vol. 9, n.º 4) donde aparece el relato «Dead Man's Courage»

La revista comenzó como slick, en formato bedsheet  y cambió formato pulp con el número de julio de 1928, formato que se mantuvo hasta el final de su publicación, con la excepción de ocho números en formato large pulp  de abril a diciembre de 1929. Se publicaron en total 64 números, organizados en seis números por volumen, excepto el último volumen que incluyó sólo cuatro números. El precio de la revista fue de 25 centavos en todos los números; tenía 128 páginas en su publicación en formato pulp, y 96 páginas los números en formato bedsheet y large pulp.
No hay antologías que hayan seleccionado su contenido únicamente a partir de Ghost Stories, aunque sí lo hicieron dos revistas: True Twilight Tales y Priest Ghost Stories, ambas publicadas por League Publications, una filial de la compañía propietaria de los derechos de las historias originales, MacFadden-Bartell. Priest Ghost Stories publicó un número en 1963 y True Twilight Tales publicó dos, en otoño de 1963 y primavera de 1964; ambas revistas estaban en formato large pulp, con 96 páginas y un precio de 50 centavos. El primer número de True Twilight Tales fue editado por Helen Gardiner, quien probablemente también fue editora de Prize Ghost Stories; el segundo número de True Twilight Tales fue editado por John M. Williams. Puede haber habido otros números de ambos títulos, ya que ninguno de ellos fue numerado.